# Ermita de San Cristóbal (Cortes de Arenoso)
La ermita de San Cristóbal, localizada al este del municipio de Cortes de Arenoso, en el Monte de San Cristóbal, en la comarca del Alto Mijares (España) es un lugar de culto catalogado como Bien de relevancia local, según la Disposición Adicional Quinta de la Ley 5/2007, de 9 de febrero, de la Generalidad Valenciana, de modificación de la Ley 4/1998, de 11 de junio, del Patrimonio Cultural Valenciano (DOCV Núm. 5.449 / 13/02/2007), con código identificativo: 12.08.048-004.
Es una de las ermitas más antiguas de la Comunidad Valenciana, ya que hay documentos en los que se considera de tiempos de la reconquista. El templo estuvo incluido en el Señorío de Arenós. Presenta planta rectangular con tres crujías. En el central es donde está la capilla, presentando cubierta a dos aguas y acabada en teja, y a dos alturas.
La entrada al templo se hace desde uno de los laterales, a través de una puerta de madera, de forma rectangular y con dintel (sobre el que hay una viga de descarga de madera), sobre la que se observa un letrero con el nombre de la ermita.
El edificio se complementa con una torre campanario, de planta cuadrada, con aspecto de torre de vigilancia. La cubierta es una terraza plana con huecos de medio punto debajo de la cornisa, en el más grande de ellos se ubica la campana, que se llama "San Cristóbal", y es del fundidor Roses de Adzaneta, datada de 1954, con un diámetro de 40 metros y un peso de 44 quilos.
Como la ermita está declarada BRL cualquier intervención en cualquier elementos del conjunto ha de ser notificada previamente a la Conselleria para su aprobación y visto bueno.
A su alrededor se ha construido una zona recreativa con paelleros, mesas, bancos, zona con techumbre, agua y contenedores de residuos. Su acceso en coche es más fácil si se desde una pista que parte del punto kilométrico 78.3 de la carretera CV-190 en dirección a Zucaina.